# Rotterdamer Autobahnring

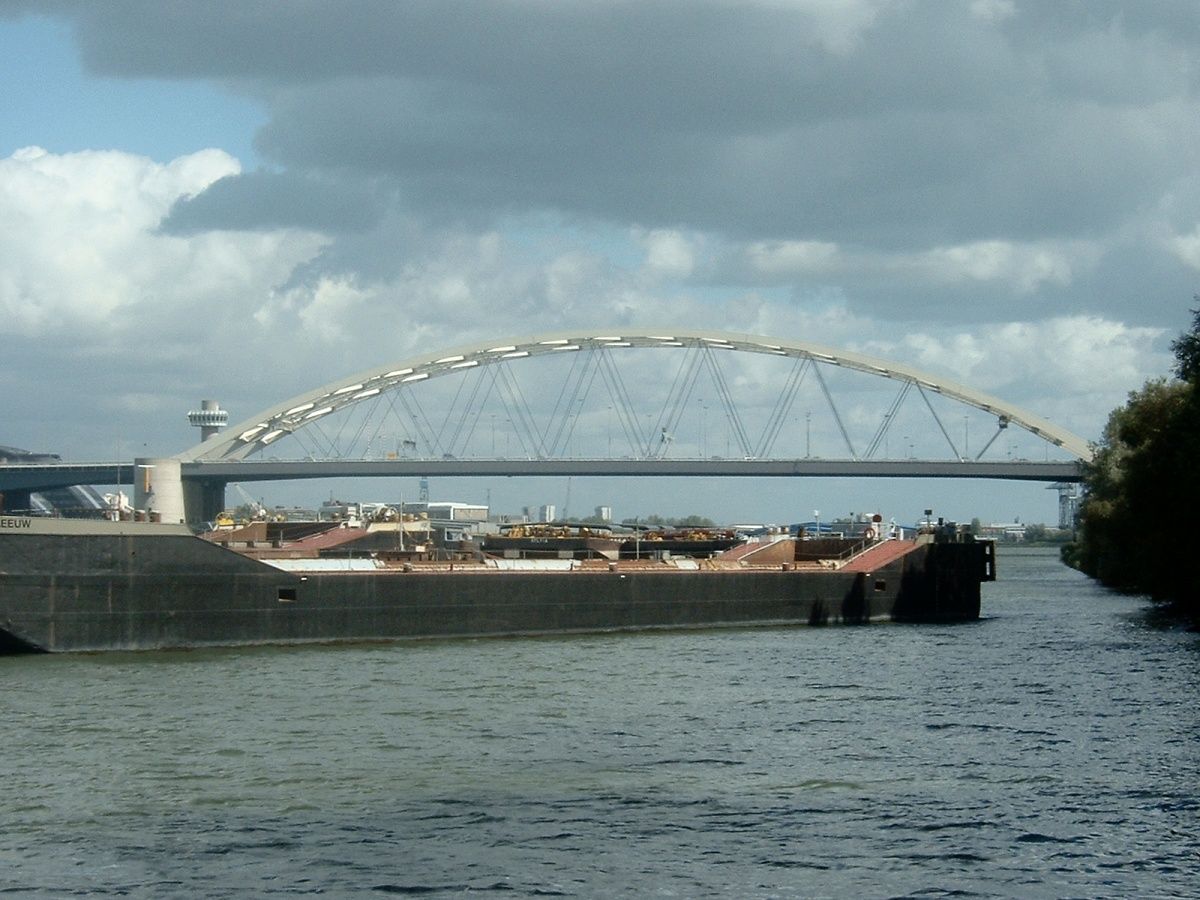
Die Van Brienenoordbrug am östlichen Ring

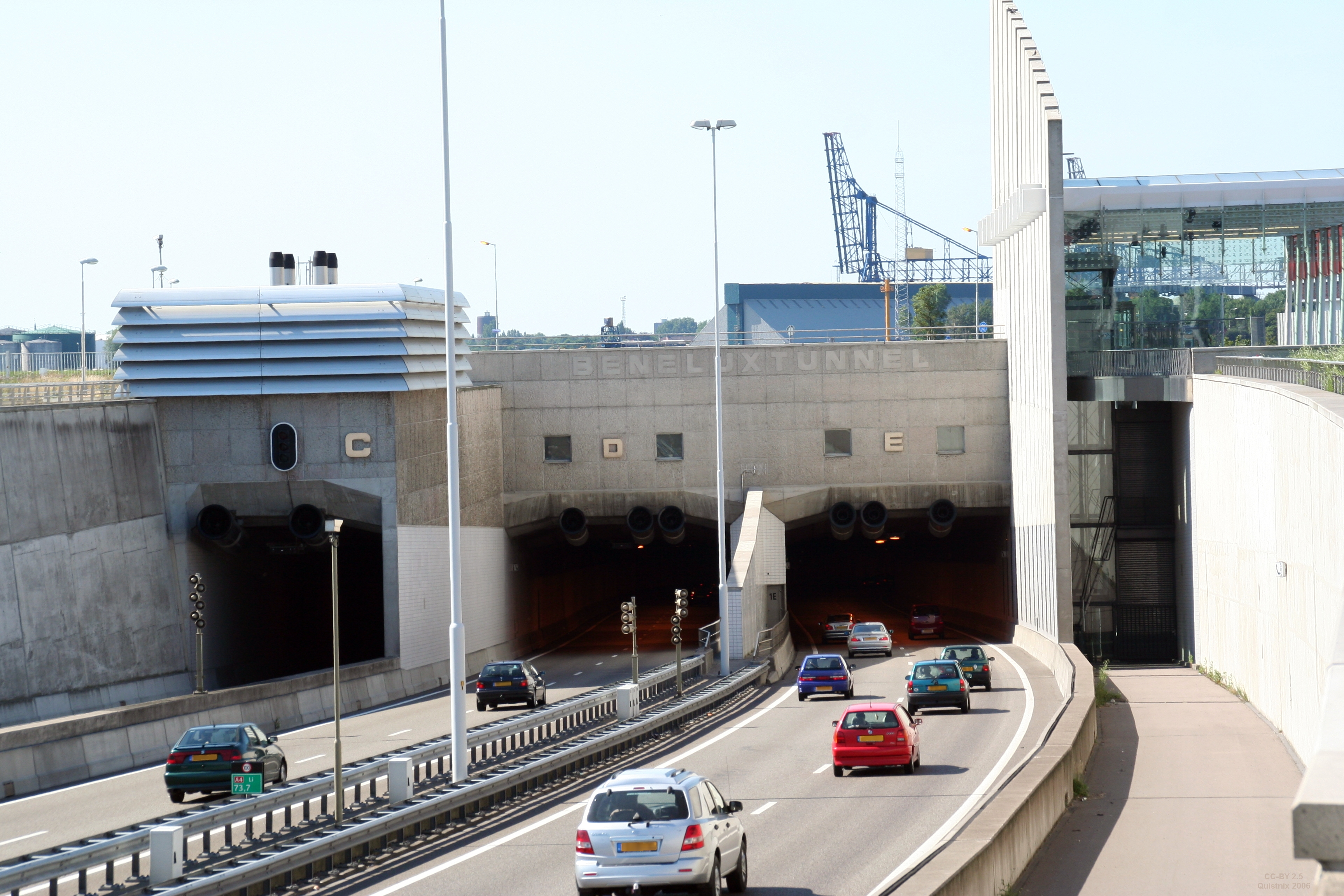
Der Beneluxtunnel am Westring

Der Rotterdamer Autobahnring (niederländisch Ring Rotterdam, Ringweg van Rotterdam oder Rotterdamse Ruit; deutsch Rotterdamer Raute) ist die größte und meistbefahrene Ringautobahn der Niederlande. Der Ring besteht aus vier Autobahnen, die eine Länge von 41 Kilometern haben. An den Autobahnen befinden sich 15 Ausfahrten und 6 Autobahnkreuze. Der nördliche Teil des Ringes wird durch den Rijksweg 20 gebildet. Den Ostteil bedient der Rijksweg 16. Im Süden wird er durch den Rijksweg 15 gebildet. Und im Westen verläuft der Rijksweg 4. Teile des Ringes werden täglich von mehr als 150.000 Fahrzeugen befahren, der Abschnitt über die Brienenoordbrug sogar von knapp 250.000 Fahrzeugen, was auf dem Ring täglich, besonders in den Stoßzeiten, zu langen Verkehrsstaus führt.